# Etheostoma baileyi
Etheostoma baileyi är en fiskart som beskrevs av Page och Burr 1982. Etheostoma baileyi ingår i släktet Etheostoma och familjen abborrfiskar. Inga underarter finns listade i Catalogue of Life.